# Turkmenistan
El Turkmenistan, oficialment la República de Turkmenistan (en turcman Türkmenistan Respublikasi, en rus Туркменистан), és un estat de l'Àsia central que limita al nord amb el Kazakhstan i l'Uzbekistan, al sud-est amb l'Afganistan, al sud amb l'Iran i a l'oest amb la mar Càspia. Va ser una de les repúbliques constituents de l'URSS del 1925 al 1991 sota el nom de República Socialista Soviètica de Turkmenistan.

## Etimologia
Hi ha diverses teories sobre l'origen del nom del país. La més acceptada suggereix que el terme «Turkmenistan» prové del turquès i vol dir «llar dels turcmans», un grup ètnic el nom del qual deriva de la paraula sogdiana Türkmen («gairebé turcs»), en referència a llur estatus en el sistema mitològic de dinasties turqueses. Tanmateix, alguns autors moderns sovint prefereixen veure el sufix com un superlatiu, canviant el significat de Türkmen a 'turcs purs' o 'els més turcs'. Alguns cronistes musulmans com Ibn-Kathir suggeriren que l'etimologia de Turkmenistan provenia dels mots Türk ('turc') i iman (en àrab إيمان, 'fe', 'creença'), en referència a una conversió massiva a l'islam de més de 200.000 camperols de la regió l'any 971.

## Història
El territori del Turkmenistan ha estat poblat des de l'antiguitat. Les tribus turcmanes dedicades a la criança de cavalls van arribar al territori en temps remots, possiblement procedents de les muntanyes Altai, i es van establir als afores del desert de Karakum, arribant fins a Pèrsia, Síria i Anatòlia. Turkmenistan va ser cap a l'any 1000 aC un territori dividit en dos estats pertanyents a l'Imperi dels aquemènides però a causa de les debilitats dins de l'Imperi van ser conquerits per l'exèrcit dels macedonis d'Alexandre Magne a finals del segle vi aC. tanmateix, l'Imperi macedoni a causa de la debilitat interna i a la pressió dels enemics a les seves fronteres van sucumbir als perses, concretament a la dinastia sassànida. Aquesta dinastia al mateix temps va mantindre fora de les seves fronteres els romans lliurant fortes batalles. Després que diverses dinasties perses tinguessin el govern del territori de Turkmenistan, els heftalites, també coneguts com huns, van conquerir gran part de Turkmenistan. Aquest famós poble invasor provinent de la zona oriental asiàtica, més concretament al nord de la Xina, va ser conquerit pels nòmades Tiu-Xe, un poble de la zona sud de Mongòlia. Aquest serà el darrer poble conqueridor no musulmà de la zona de Turkmenistan, ja que, al segle ix la dinastia samànida (س امانیان) serà la que legislarà el territori per primera vegada amb religió musulmana, després que el califat àrab s'hagués anant estenent a la resta d'Imperis i regnes des del 640 dC Després d'aquesta dinastia una corrent d'immigrants promoguda pels oguz, una confederació de pobles turcs, van prendre el control del territori, governant-lo en aquest cas la dinastia seljúcida, que és la unió de diverses tribus turques (predominant la oguz) convertides a l'islam i que van conquerir la zona de Turkmenistan i l'actual Turquia entre d'altres. . (antic Imperi Romà d'Orient.) Aquest poble va romandre en Turkmenistan fins al segle xiii els mongols van envair gran part de Turkmenistan dividint el territori en dos estats sota un mateix imperi. Més tard l'Imperi timur, també d'origen mongol governaria Turkmenistan fins a l'entrada dels russos.
L'exèrcit rus va fer la seva entrada en el territori entre les dècades del 1860 i el 1870. El 1869, es va crear el port de Krasnovodsk, i ja el 1874 es va consolidar la presència russa amb la creació del districte militar de Transcàspia. Annexionat per l'imperi Rus entre 1865 i 1885, el 1890 el control rus sobre Turkmenistan era complet. El govern de Transcàspia va existir com a govern militar del 1869 al 1881 i com a govern civil del 1881 al 1889, fou integrat al govern general del Turquestan el 1889.
El 1917 van arribar aires de revolució, i durant la guerra civil (1918-1920) el Turkmenistan també va estar en els fronts de batalla. Una vegada establerta la Unió Soviètica, el territori de Transcàspia (reorganitzat des del 1921 com a Turquestan juntament amb la resta del govern general del Turquestan) es va establir com una república autònoma dins de Rússia que va passar al final de 1922 a ser una de les repúbliques constituents de la Unió, incloent-hi l'RSSA del Turquestan. El 19 de setembre de 1924 la república Popular de Bukharà i la República Popular Soviètica de Coràsmia o Khwarezm (Khivà) foren convertides en repúbliques socialistes soviètiques, i el 1925 dissoltes per ser integrades a l'RSS de l'Uzbekistan. El 27 d'octubre de 1924 es va decidir crear la república Socialista Soviètica Turkmena i el febrer de 1925 es va reunir a Aşgabat un congrés constituent pan-turkmen de soviets que va crear el Partit Comunista del Turkmenistan. El 13 de maig de 1925 la república va entrar a la Unió Soviètica.
Durant aquella època, es van fixar les fronteres de la república soviètica, i es van desenvolupar ambiciosos projectes per a aprofitar els seus recursos naturals per al benefici de la Unió Soviètica. També es van crear sistemes de regadiu i, a poc a poc, la producció de cotó i petroli es va convertir en una de les activitats econòmiques principals. La col·lectivització va ser desastrosa pels turkmens encara nòmades en gran majoria i algunes zones de la república foren afectades per la lluita dels basmatxis que va durar fins al 1930. L'establiment de les granges col·lectives va portar a una revolta general el 1928 que va durar fins al 1932, i fou finalment sufocada; el 1937-1938 les purgues estalinistes van afectar els quadres del partit comunista.
Després de la dissolució de la Unió Soviètica, el Turkmenistan es va convertir en un estat independent el 27 d'octubre de 1991 per declaració del Soviet Suprem. L'RSS Turkmena passava a ser la República del Turkmenistan. Un referèndum va confirmar la independència pel 94,1% del vots. El controvertit president Saparmurat Niàzov, antic primer secretari del Partit Comunista i president del Soviet Suprem (des del 7 de gener de 1990) va dominar la vida política del país des de llavors; fou declarat president el dia de la independència, el 27 d'octubre de 1990. Va entrar a la Comunitat d'Estats Independents el 21 de desembre de 1991 i va ingressar a l'ONU el 2 de març de 1992. La nova constitució fou adoptada per referèndum el 8 de maig de 1992. El 21 de juny de 1992 Niàzov fou reelegit president, i el seu mandat fou prorrogat pel parlament (per un sol vot) el desembre de 1993, allargant-lo fins al 2002 sense necessitat de ser reelegit en votació. El 28 de desembre de 1999 fou declarat president vitalici. Va morir el 21 de desembre de 2006 i el va succeir Gurbanguly Berdimuhamedow, que fou elegit en una elecció formal l'11 de febrer de 2007 i el setembre del 2008 el parlament va aprovar una nova constitució més aperturista.

## Política
Després de més d'un segle de formar part de l'Imperi Rus i després de la Unió Soviètica, Turkmenistan va declarar la seva independència el 27 d'octubre de 1991, després de la dissolució de la Unió Soviètica.
Saparmurat Niyazov, un antic secretari del Partit Comunista de la Unió Soviètica, va governar Turkmenistan des de 1985, quan va esdevenir cap del Partit Comunista del Turkmenistan, fins a la seva mort el 2006. Va mantenir el control absolut del país com a president després de la dissolució de la Unió Soviètica. El 28 de desembre de 1999, Niyazov va ser declarat president vitalici del Turkmenistan pel Mejlis (parlament), que havia pres possessió una setmana abans en unes eleccions que només incloïen candidats escollits a mà pel president Niyazov. No es permetien candidats a l'oposició.
Des de la mort de Niyazov el desembre de 2006, el lideratge de Turkmenistan ha fet movimentsper democartitzar el país. El seu successor, el president Gurbanguly Berdimuhamedow, va derogar algunes de les polítiques més idiosincràtiques de Niyazov, com la prohibició d'òperes i circs per ser "insuficientment turcmans", encara que després es van implantar altres regles com la prohibició dels cotxes no blancs. En educació, el govern de Berdimuhamedow va augmentar l'educació bàsica de nou a deu anys, i l'educació superior es va ampliar de quatre a cinc.
La política del Turkmenistan té lloc en el marc d'una república presidencial, on el president és tant cap d'estat com cap de govern. Sota Niyazov, Turkmenistan tenia un sistema de partit únic; tanmateix, el setembre de 2008, el Consell Popular va aprovar per unanimitat una resolució que aprovava una nova Constitució. Aquesta va donar lloc a l'abolició del consell i un augment significatiu de la mida del Parlament el desembre de 2008 i també la legalització de la formació de múltiples partits polítics.
L'antic Partit Comunista, ara conegut com el Partit Democràtic de Turkmenistan, és el partit dominant. El segon partit, el Partit dels Industrials i Empresaris, es va constituir l'agost de 2012, i dos anys més tard va aparèixer un partit agrari. El 2013, es van celebrar les primeres eleccions parlamentàries multipartidistes a Turkmenistan. No obstant això, aquestes eleccions de 2013 van ser considerades àmpliament com una simple pantomima. A la pràctica, tots els partits parlamentaris operen conjuntament sota la direcció del DPT. No hi ha veritables partits d'oposició al parlament.

## Subdivisió administrativa
El Turkmenistan se subdivideix en 5 províncies o wilayatlar (en singular wilaya) i una ciutat independent (Aşgabat):
| Províncies del Turkmenistan | 1. Província d'Ahal 2. Província de Balkan 3. Província de Daşoguz 4. Província de Lebap 5. Província de Mary |

| Divisió    | ISO 3166-2 | Capital     | Superfície  | Població (2005) | Mapa |
| ---------- | ---------- | ----------- | ----------- | --------------- | ---- |
| Aşgabat    |            | Aşgabat     | 470 km²     | 871.500         |      |
| 1. Ahal    | TM-A       | Annau       | 97.160 km²  | 939.700         | 1    |
| 2. Balkan  | TM-B       | Balkanabat  | 139.270 km² | 553.500         | 2    |
| 3. Daşoguz | TM-D       | Daşoguz     | 73.430 km²  | 1.370.400       | 3    |
| 4. Lebap   | TM-L       | Türkmenabat | 93.730 km²  | 1.334.500       | 4    |
| 5. Mary    | TM-M       | Mary        | 87.150 km²  | 1.480.400       | 5    |

## Geografia

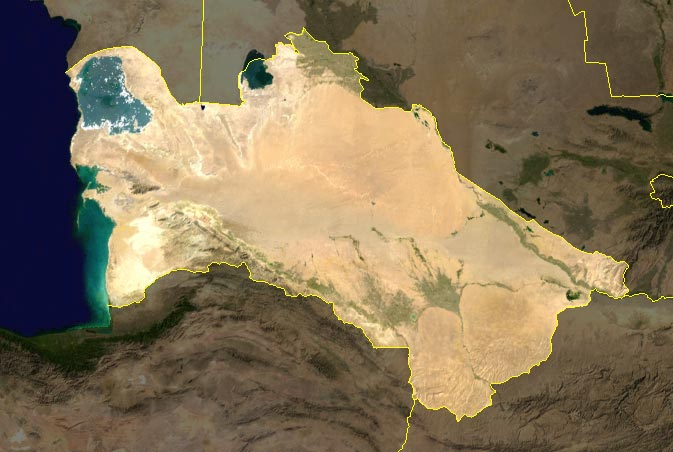
Mapa del Turkmenistan en vista de satèl·lit

El Turkmenistan té una superfície de 488.100 km², dels quals el 90% estan coberts pel desert del Karakum.
Els rius principals són l'Amudarià, l'Atrek i el Murgab. Quant a la costa turcmana que posseeix sobre la mar Càspia, és plana a la meitat septentrional i escarpada al centre i al sud. A la part septentrional hi ha la badia de Türkmenbaşy, la península del mateix nom i el golf de Garabogazköl, ocupat per un gran pantà d'aigua salada. Entre aquest golf i el mar d'Aral es troba el llac Sariqamish, pertanyent al Turkmenistan i a l'Uzbekistan.
El clima és subtropical desèrtic, amb poca pluja. Els vents hi són càlids i secs, i la major part de la precipitació es concentra entre el gener i el maig. La pluja anual al Turkmenistan és inferior als 200 mm. Existeixen menudes zones de bosc a les terres altes del SO i SE.

## Demografia
La població, d'uns 4.500.000 habitants, es divideix en un 77% de turcmans, un 9,2% d'uzbeks i un 6,7% de russos, mentre que els tàtars, els alemanys i altres compten amb un 5%. La llengua oficial i també majoritària és el turcman, que és parlat per un 72% de la població, seguida pel rus, principalment a les ciutats, amb un 12%, i l'uzbek, que és la llengua del 9%. També existeix una diversitat de religions, ja que si bé un 89% són musulmans i un 9% són membres de l'església ortodoxa russa, la resta pertanyen a petites minories, i algunes d'elles, com els Testimonis de Jehovà, pateixen la manca de llibertat religiosa.